# Турское перемирие
Турское перемирие (фр. Trêve de Tours) — договор, заключённый 28 мая 1444 года в замке Плесси-ле-Тур между Англией и Францией, и устанавливавший 22-месячное перемирие в Столетней войне.

## Предыстория
После побед Жанны д’Арк и перехода герцога Бургундского на сторону Карла VII французы сумели отвоевать часть утраченных территорий, но к концу 1430-х годов их наступление замедлилось и начались затяжные военные кампании, проходившие с переменным успехом. Обе стороны нуждались в передышке, и в 1439 году при посредничестве герцога Бретонского и Изабеллы Португальской состоялась первая мирная конференция в Гравелине. На этих переговорах представитель Карла VII Реньо Шартрский предложил англичанам Гиень и часть Нормандии как фьеф от короля Франции. Английский уполномоченный Джон Бофорт, в свою очередь, предложил французам сохранить то, что они уже завоевали, как фьеф от английского короля. Главным требованием французов был отказ Генриха VI от титула короля Франции, и когда англичане отвергли это требование, переговоры зашли в тупик.
В 1440—1441 годах французский король был занят подавлением Прагерии и кампаниями против «Живодеров», а затем добился успехов в борьбе с англичанами, окончательно освободив Иль-де-Франс и развернув наступление в Гиени. Английское правительство было вынуждено вступить в переговоры.

## Заключение договора
Мирная конференция началась в Туре 16 апреля 1444 года в присутствии папского легата епископа Брешии. Английскую делегацию возглавлял Вильям де ла Поль, граф Саффолк, согласившийся не поднимать вопрос о французской короне, но потребовавший признания английского суверенитета в Гиени и Нормандии. Для Франции, которую представлял Пьер де Брезе, это было неприемлемо, но, поскольку она также нуждалась в перемирии, было решено заключить его сроком на 22 месяца, опустив территориальные вопросы. Действие договора распространялось на союзников Франции (Кастилию, Неаполь и Шотландию) и Англии (Священную Римскую империю, Португалию и объединённую Скандинавию). В качестве гарантии англичане получили для короля Генриха VI руку Маргариты Анжуйской, дочери Рене Доброго.
Перемирие вступило в силу 1 июня и действовало до 1 апреля 1446 года.

## Последствия
В 1445 году в Англию прибыло большое французское посольство во главе с Жаком Жювенелем, архиепископом Реймсским, и представителями Кастилии, Бретани и Рене Анжуйского. Окончательного мира добиться опять не удалось, но перемирие было продлено на условиях передачи англичанами Мэна королю Рене. Тем не менее, англичане не желали покидать графство, где в 1448 году едва не возобновились военные действия.
Перемирие было выгодно французам и ослабило позиции англичан. Карл VII использовал мирную передышку для наведения порядка в стране, терроризируемой бандами «Живодеров», создания постоянной армии и восстановления экономики, в Англии же, наоборот, назревал политический кризис, приведший позднее к гражданским войнам.
В марте 1449 года Генрих предложил созвать конференцию в Пон-де-л'Арше, но он уже не контролировал своих капитанов. 24 марта командир наемников Франсуа де Сюрьенн («Арагонец») по тайному приказу герцога Сомерсета захватил Фужер на бретонской территории. Французы ответили на провокацию захватом нескольких крепостей. 20 июля французские войска начали Нормандскую кампанию, а 31 июля Карл VII объявил английским послам о возобновлении военных действий. Начался заключительный этап Столетней войны.